# Nesolynx
Nesolynx is een geslacht van vliesvleugeligen uit de familie Eulophidae. De wetenschappelijke naam van dit geslacht is voor het eerst geldig gepubliceerd in 1905 door Ashmead.

## Soorten
Het geslacht Nesolynx omvat de volgende soorten:
- Nesolynx albiclavus (Kerrich, 1960)
- Nesolynx bisulcata (Girault & Dodd, 1913)
- Nesolynx celamae (Risbec, 1951)
- Nesolynx cinctiventris (Girault, 1917)
- Nesolynx dipterae (Risbec, 1952)
- Nesolynx flavipes Ashmead, 1905
- Nesolynx fulvocephala (Risbec, 1951)
- Nesolynx glossinae (Waterston, 1915)
- Nesolynx javanica (Ferrière, 1933)
- Nesolynx lividicaput (Girault, 1913)
- Nesolynx nigricoxis (Ferrière, 1940)
- Nesolynx orientalis Khan, Agnihotri & Sushil, 2005
- Nesolynx phaeosoma (Waterston, 1915)
- Nesolynx seyrigi (Risbec, 1952)
- Nesolynx sigmophorae Narendran, 2005
- Nesolynx thymus (Girault, 1916)
- Nesolynx zygaenarum (Ferrière, 1933)